# 한솔섬유
한솔섬유(주)
1992년 12월 16일 창립하여 현재 송파구 가락동에 위치한 한솔섬유는 베트남, 인도네시아, 캄보디아, 필리핀, 과테말라, 니카라과 등지의 해외공장과 국내공장에서 니트제품을 생산하여 미주지역, 일본, 유럽으로 수출하는 대한민국 대표 섬유기업으로 손꼽힌다.
한솔섬유는 수익성을 중시하면서도 연평균 30% 이상의 고도성장을 유지해 왔으며, 7개국 해외법인, 전 세계 37000여명의 직원을 보유하여 2011년 기준 1조원 이상의 연매출을 올리고 있다.
계열회사로는 미국법인 KOTOP CORP. 등이 있다.

## 연혁
- 1992.12.16 섬유제품 제조업 및 무역업으로 창업
- 1996.08.16 계열회사 한샘텍스(주) 설립
- 1997.06.17 사이판 공장 준공
- 1998.09.08 과테말라 공장 준공
- 2000.04.06 온두라스 공장 준공
- 2001.09.13 베트남 공장 준공
- 2003.08.19 미국 현지법인 (KOTOP Corp.) 설립
- 2004.10.13 솔샘 연수원 준공
- 2005.04.27 베트남 염색공장 (Global Dyeing Co.,LTD.) 준공
- 2006.04.13 인도네시아 공장 준공
- 2006.09.26 캄보디아 공장 준공
- 2009.04.01 필리핀 공장 인수
- 2009.10.26 베트남 공장 준공
- 2009.12.22 한국섬유소재연구소와 MOU체결
- 2010.05.19 니카라과 공장 준공